# Acronicta rapidan
Acronicta rapidan är en fjärilsart som beskrevs av Dyar 1912. Acronicta rapidan ingår i släktet Acronicta och familjen nattflyn. Inga underarter finns listade i Catalogue of Life.